# Allemagne de l'Est aux Deaflympics
Avec la division de l'Allemagne suivant la Seconde Guerre mondiale, trois États séparés ont été créés sous l'occupation alliée: l'Allemagne de l'Est, l'Allemagne de l'Ouest et le petit État de la Sarre. Mais l'Allemagne de l'Est et l'Allemagne de l'Ouest continue de participer ensemble des Deaflympics en 1949 jusqu'en 1965 et la Sarre rejoint l'Allemagne de l'Ouest après 1953 où la Sarre a participé une seule fois au Deaflympics d'été. 
Durant la Guerre froide, la RDA fit ériger le Mur de Berlin en 1961 et, comme l'Allemagne de l'Est qui renomma son comité olympique en Nationales Olympisches Komitee der DDR en 1965, provoque de création de le comité pour l'Allemagne de l'Est dans la suite. L'Allemagne de l'Est cesse d'exister le 3 octobre 1990 donc l'Allemagne de l'Est et l'Allemagne de l'Ouest se réunissent en un seul groupe : l'Allemagne.
L'Allemagne de l'Est participe 4 fois aux Deaflympics d'été depuis 1997 depuis 1969 jusqu'à la chute du mur de Berlin. Le pays n'a jamais participé aux Jeux d'hiver.

## Bilan général
L'équipe de l'Allemagne de l'Est obtient 32 médaille des Deaflympics donc 7 or, 12 argent et 13 bonzes.
| Année | Médaille d'or, Jeux olympiques               | Médaille d'argent, Jeux olympiques           | Médaille de bronze, Jeux olympiques          | Total                                        | Rang                                         |
| 1949  | A participé sous les couleurs de l'Allemagne | A participé sous les couleurs de l'Allemagne | A participé sous les couleurs de l'Allemagne | A participé sous les couleurs de l'Allemagne | A participé sous les couleurs de l'Allemagne |
| 1953  | A participé sous les couleurs de l'Allemagne | A participé sous les couleurs de l'Allemagne | A participé sous les couleurs de l'Allemagne | A participé sous les couleurs de l'Allemagne | A participé sous les couleurs de l'Allemagne |
| 1957  | A participé sous les couleurs de l'Allemagne | A participé sous les couleurs de l'Allemagne | A participé sous les couleurs de l'Allemagne | A participé sous les couleurs de l'Allemagne | A participé sous les couleurs de l'Allemagne |
| 1961  | A participé sous les couleurs de l'Allemagne | A participé sous les couleurs de l'Allemagne | A participé sous les couleurs de l'Allemagne | A participé sous les couleurs de l'Allemagne | A participé sous les couleurs de l'Allemagne |
| 1965  | A participé sous les couleurs de l'Allemagne | A participé sous les couleurs de l'Allemagne | A participé sous les couleurs de l'Allemagne | A participé sous les couleurs de l'Allemagne | A participé sous les couleurs de l'Allemagne |
| 1969  | 3                                            | 2                                            | 6                                            | 11                                           | NC                                           |
| 1973  | 2                                            | 6                                            | 3                                            | 11                                           | NC                                           |
| 1977  | 1                                            | 1                                            | 4                                            | 6                                            | NC                                           |
| 1981  | 1                                            | 3                                            | 0                                            | 4                                            | 19e                                          |
| 1985  | N'a pas participé                            | N'a pas participé                            | N'a pas participé                            | N'a pas participé                            | N'a pas participé                            |
| 1989  | N'a pas participé                            | N'a pas participé                            | N'a pas participé                            | N'a pas participé                            | N'a pas participé                            |
| Total | 7                                            | 12                                           | 13                                           | 32                                           |                                              |

## Joueurs emblématiques
- Gerhard Sperling